# Cyrtotria fictor
Cyrtotria fictor är en kackerlacksart som först beskrevs av Rehn, J. A. G. 1937.  Cyrtotria fictor ingår i släktet Cyrtotria och familjen jättekackerlackor. Inga underarter finns listade i Catalogue of Life.